# Бяли Роси. Връщане
„Бяли роси. „Завръщането“ (рус. Белые росы. Возвращение) е беларуски игрален филм, продължение на трагикомедията „Бяла роса“ (1983) с някои характеристики на римейк. В Русия картината беше представена на фестивала "Московска премиера" на 6 септември 2014 г., в Минск премиерата се състоя на 13 октомври, а филмът беше пуснат в беларуските кина на 16 октомври. На 22 октомври се състоя премиерата във Вилнюс.

## Сюжет
Андрей Ходас се завръща от града по родните си места. Двама бизнесмени възнамеряват да купят живописен кът за ново строителство и се опитват да изгонят Андрей и други малцина жители на селото. Спасявайки родния си кът, Андрей помага за решаването на проблеми, които изглеждаха неразрешими.

## Създатели
- Сценарий: Алексей Дударов, Александра Бутор
- Режисьор: Александра Бутор
- Композитор: Владимир Кондрусевич

## В ролите
- Юозас Будрайтис
- Павел Южаков-Харланчук
- Сергей Жбанков
- Ирина Егорова
- Виктор Манаев
- Андрей Мерзликин
- Анна Полупанова
- Евгения Жукович
- Юлия Смирнова
- Татяна Харкуша
- Николай Караченцов
- Жорж Девдариани
- Анатолий Голуб
- Вера Полякова
- Максим Понимаченко
- Павел Адамчиков
- Галина Кухальская

## Интересен факт
В къщата на Струк има плакати на съветските филми "Бяла роса" (продължението на който е този филм), "Иван Василиевич сменя професията си", "Афоня", "Гараж" и "Мимино".